# Le Lapin (Manet, Cardiff)
Pour les articles homonymes, voir Le Lapin.
Le Lapin est un tableau réalisé par le peintre français Édouard Manet à l'été 1881 près de Versailles. De format vertical, cette huile sur toile est une nature morte qui représente un lapin mort suspendu par les pattes arrière entre une fenêtre et un treillage. Achetée par Gwendoline Davies en décembre 1917 à Paris, l'œuvre est conservée depuis 1952 au musée national de Cardiff, à Cardiff, au Royaume-Uni. Au musée Angladon d'Avignon se trouve un autre tableau de l'artiste portant le même titre et présentant un sujet similaire, mais réalisé dès 1866.

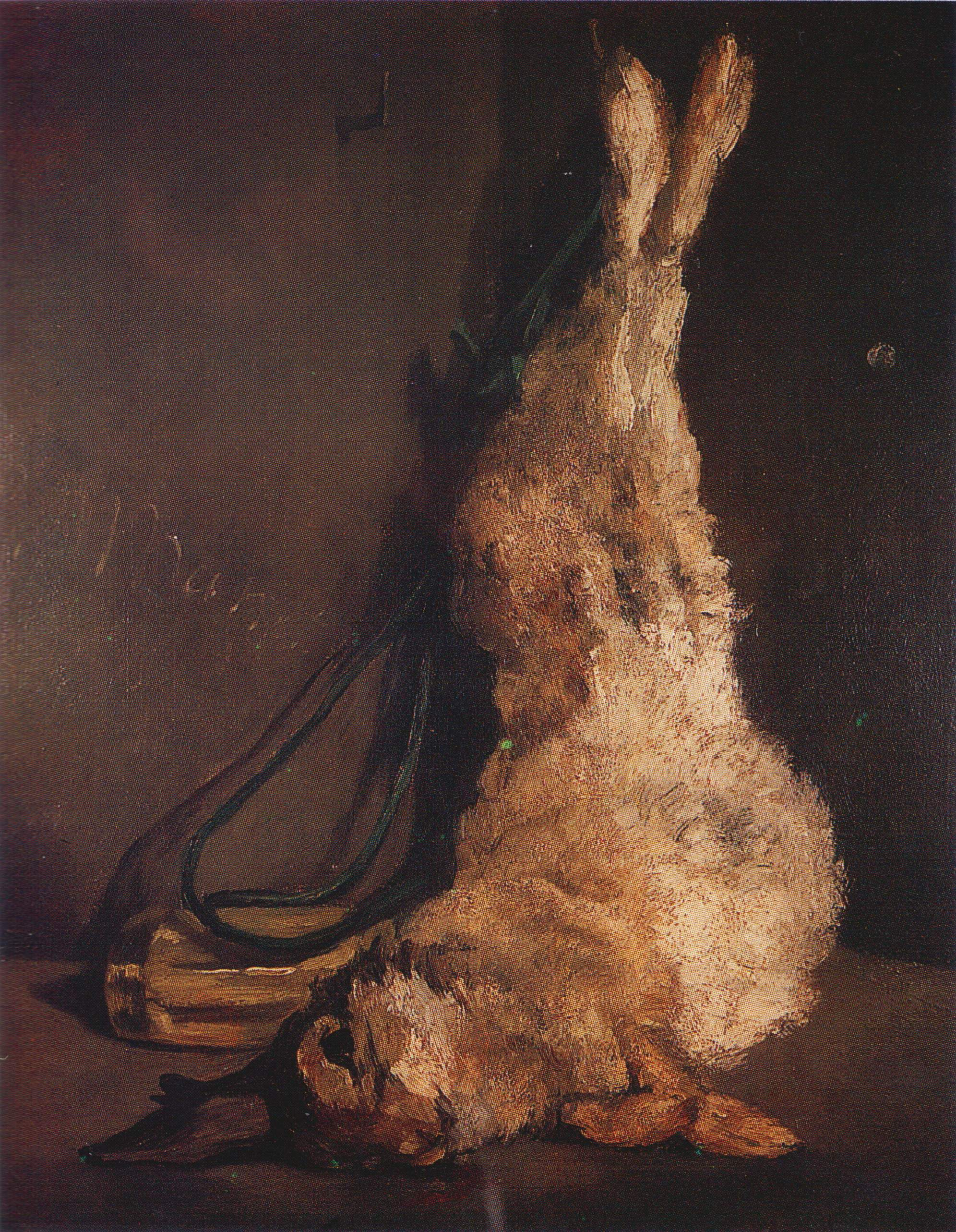
Le Lapin, 1866 – Musée Angladon, Avignon.